# Pjer Žalica
Pjer Žalica (Sarajevo, 1964.) je bosanskohercegovački redatelj. Diplomirao je na ASU u Sarajevu gdje sada radi kao predavač. Zajedno s Ademirom Kenovićem koautor je filma Savršeni krug, 1997. Redatelj je kratkog igranog filma Kraj doba neprijatnosti iz 1998. Potpisnik je Deklaracije o zajedničkom jeziku, u kojoj se tvrdi da se u Hrvatskoj, Bosni i Hercegovini, Srbiji i Crnoj Gori govore nacionalne standardne varijante zajedničkog policentričnog standardnog jezika.

## Filmografija

### Igrani filmovi
- Koncentriši se, baba, 2020.
- Glumim, jesam kao profesor glume, 2018.
- Kod amidže Idriza, 2004.
- Gori vatra, 2003.

### Kratki filmovi
- Kraj doba neprijatnosti, 1998.

### Dokumentarni filmovi
- Orkestar, 2011.
- Mostar Sevdah Reunion 2000.
- Djeca kao i svaka druga, 1995.
- MGM - Sarajevo, 1994.
- Godot Sarajevo, 1993.
- Škola ratnih vještina, 1993.
- Čamac, 1992.

## Nagrade
- Nagrada za najbolji kratki igrani film - 4. SFF Sarajevo, BiH - 1998.